# Onze-Lieve-Vrouwekerk (Kortenberg)

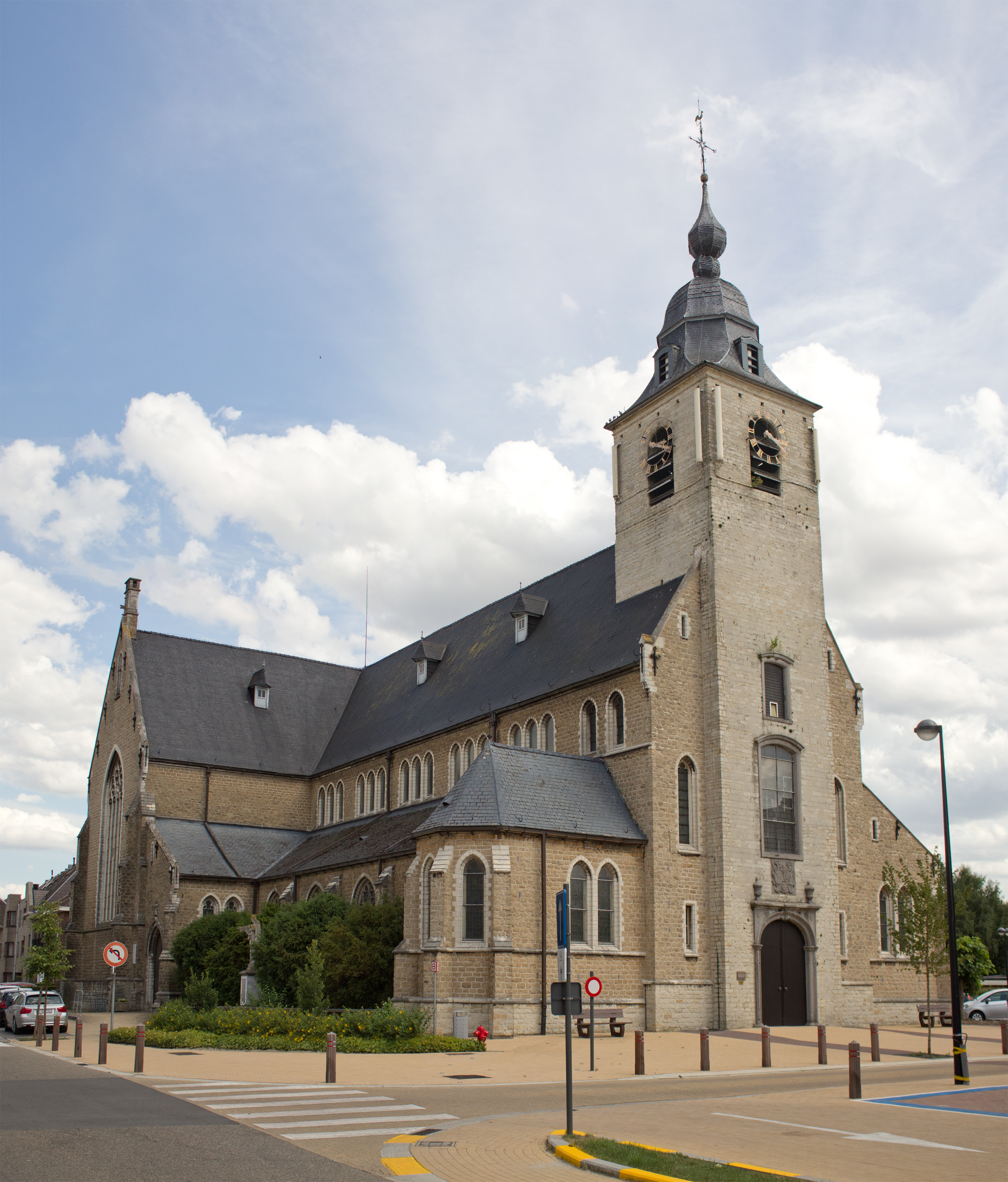
Onze-Lieve-Vrouwekerk

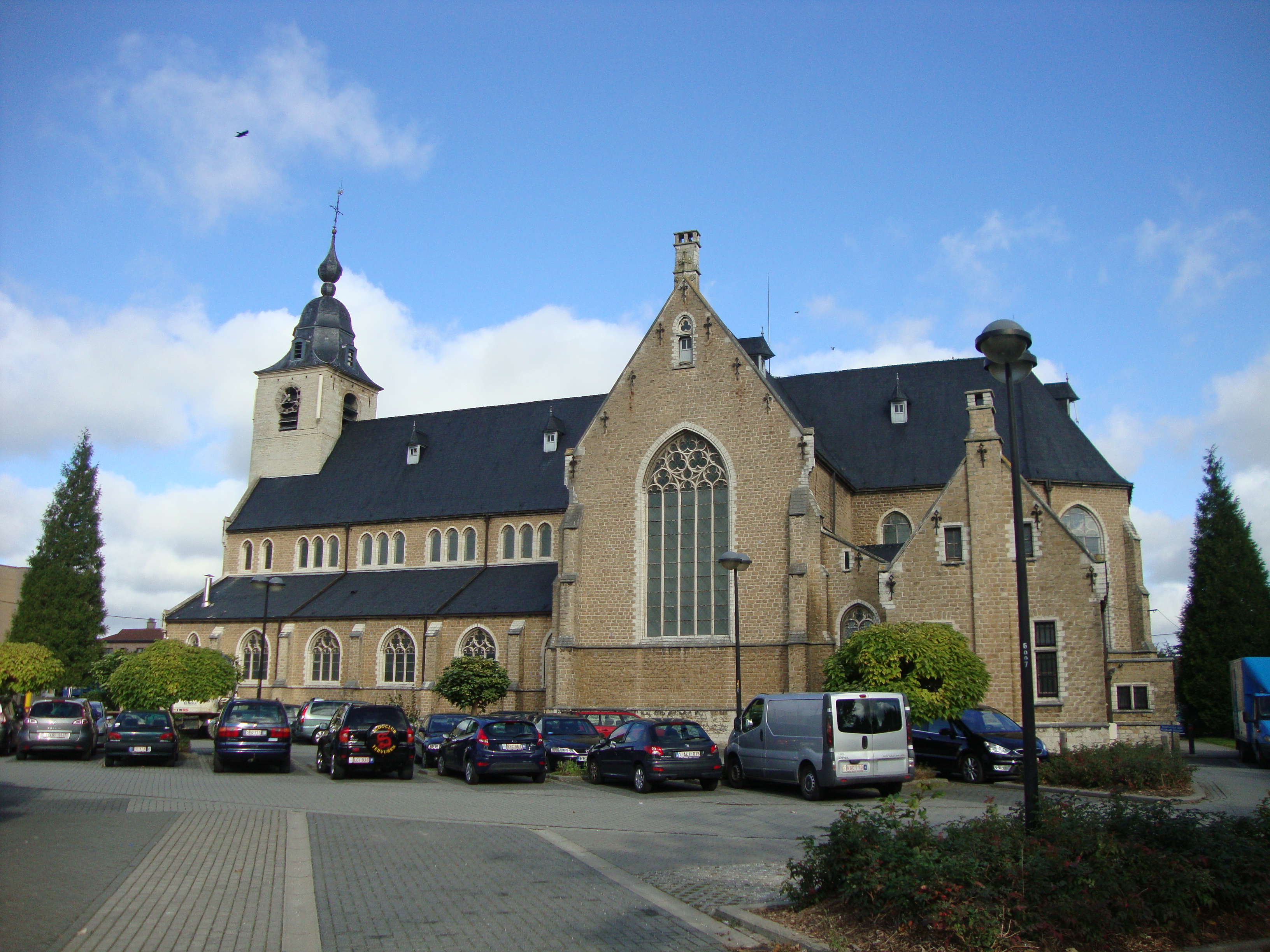
Onze-Lieve-Vrouwekerk in het centrum van Kortenberg

De Onze-Lieve-Vrouwekerk is een Belgische neogotische kerk in de Vlaams-Brabantse gemeente Kortenberg. Tot 1981 was dit de Sint-Amanduskerk.
De oorspronkelijke kerk van Kortenberg was gelegen op de site van de Abdij van Kortenberg, Sint-Amandus werd er vereerd, door de ligging op een heuvel werd gesproken over een bergkerk. Een volksreferendum in 1764 zorgde ervoor dat de nieuwe kerk van het dorp dichter bij de in 1709 aangelegde steenweg werd gebouwd, op een site die gekend was als de Heurk. De eerste steen werd op 9 juli 1771 gelegd door de abdes van de abdij, die zomer werd ook de bergkerk afgebroken. De steen draagt het opschrift: 'Dit is den eersten steen van dese kerck geleydt door Mevrouw Seraphine du Château, abdisse der abdije van Cortenbergh den 9 juli in ‘t jaar ons Heer 1771'.
De 18de-eeuwse kerk met een zandstenen schip was ontworpen door Laurent-Benoit Dewez. Het neoclassicistische gebouw had een vierkant grondplan en een klokvormig dak. Eind 19de eeuw werden twee zijbeuken toegevoegd door architect A. Struyven en aannemer Van Deuren uit Hoeilaart. In 1914 werd die kerk afgebroken, enkel de toren bleef staan.
De huidige kerk is een 20ste-eeuws neogotisch gebouw met een hoge westertoren van de Leuvense architect Pierre Langerock. Deze werd op 16 oktober 1922 door Désiré-Joseph kardinaal Mercier ingezegend.
De kerk zelf is geen monument van onroerend erfgoed. De gevel heeft een  fraai Louis XVI-portaal in arduin behouden van de vorige kerk uit het einde van de 18de eeuw.
Het is pas in 1981 dat om verwarring te verkomen met de twee kilometer verder gelegen Sint-Amanduskerk van Erps-Kwerps dat gekozen werd voor een nieuwe patroonheilige  van de kerk. De Sint-Amandusparochie van Erps was ouder, waarmee men in Kortenberg koos voor de tweede patrones van de kerk, Onze-Lieve-Vrouw.
In de kerk bevinden zich schilderijen uit de 18de eeuw, waaronder De aanroeping van Sint-Blasius, een schilderij van de Vlaamse School. Sint-Blasius werd in de parochie te hulp geroepen bij keelpijn. Ook in de kerk een aantal houtsculpturen waaronder een laatgotisch Onze-Lieve-Vrouwebeeld uit het atelier van de Meester van O.L.Vrouw van Piétrebais (circa 1500), een barokke Christus (einde 17de eeuw), Ecce Home genaamd, en eiken Louis XVI-lambrisering en biechtstoelen ontworpen door Jean Taverniers uit Mechelen (1788). De doopvont van de kerk is 17de-eeuws en stamt nog uit de kerk op de eerste locatie, de bergkerk van bij de abdij die in 1771 werd afgebroken.